# 石頭記 (達明一派專輯)
《石頭記》於1987年4月9日時發行， 是達明一派樂隊的第二張錄音室專輯，是為了配合進念同名舞台劇而出的，其中《石頭記》一曲亦是舞台劇的主題曲，词作浓缩红楼梦故事 。
專輯中的《馬路天使》、《石頭記》、《傷逝》與《後窗》都相當受歡迎，而《石頭記》更在第十一屆「十大中文金曲」上獲得最受歡迎演出中文歌曲獎。
2017年1月，達明一派為《100毛》拍攝封面時翻拍了此專輯的封面，取名“開頭記”。
歌曲《美好「新世界」》是反映當時新世界中心的消費者心態，作為當時香港青年朝聖之地，商場地庫曾開設多家高級時裝品牌，特別是日本的新興前衞服裝品牌，是當年的潮流指標。而新世界中心建築羣已於2010年清拆，現址為Victoria Dockside，而基座K11 MUSEA依然設有不少新晉歐美、日本及國內時裝品牌，延續當年新世界朝聖之地的氣勢。

## 曲目
全碟作曲及編曲：劉以達　全碟作詞：陳少琪　（下面註明例外曲目）
| 曲序 | 曲目           |                            |
| ---- | -------------- | -------------------------- |
| 1.   | 離（純音樂）   |                            |
| 2.   | 馬路天使       | 陳少琪、黃耀明             |
| 3.   | 美好「新世界」 |                            |
| 4.   | 無風的秋季     |                            |
| 5.   | 石頭記         | 邁克、陳少琪、進念二十面體 |
| 6.   | 傷逝           |                            |
| 7.   | 崩裂           |                            |
| 8.   | 後窗           |                            |
| 9.   | 一個人在途上   | 陳少琪、黃耀明             |
| 10.  | 棄             |                            |

1. ↑  https://davidlai1988.wordpress.com/2021/02/13/%E5%BE%9E%E9%81%94%E6%98%8E%E4%B8%80%E6%B4%BE%E3%80%8A%E7%9F%B3%E9%A0%AD%E8%A8%98%E3%80%8B%E7%9C%8B%E5%85%AB%E5%8D%81%E5%B9%B4%E4%BB%A3%E9%A6%99%E6%B8%AF%E4%BA%BA%E4%B8%AD%E8%8F%AF%E6%96%87%E5%8C%96/ （页面存档备份，存于） 從達明一派《石頭記》看八十年代香港人中華文化水平之高